# Величково (област Пазарджик)
 Тази статия е за селото в Област Пазарджик.  За другото българско село с това име вижте Величково (Област Варна).  
Величково е село в Южна България. То се намира в община Пазарджик, област Пазарджик.

## География
Село Величково се простира върху източния полегат склон на едноименните Бошулско-Величковски височини, в югоизточна посока до река Марица, на североизток повече в долината на река Тополница в Пазарджишкото поле.

## История
В землището на село Величково се намирани множество археологически находки, които свидетелстват за оживената обитаемост от древността. Първата махала, която се е образувала по тези земи, се е наричала Чован (или Чобан), поради големият брой овчари, които са били там. Махалата е била изцяло от българи. Селото постепенно се разширява и достига до 2580 жители, но след миграционно движение на Селското население от селата към градовете през 60-те години на миналия век постепенно населението започва да се топи и достига до 1025 жители.
През 1376 година селото съществувало под името Изгърлъ. Една от забележителностите е местността Корията, която е част от Средна гора и е богата на археологически находки. В местността Градището са намерени сребърни предмети с историческо значение, и много други които могат да превърнат селото в туристическа забележителност с неговото историческо минало, като се опишат подробно историческите находки и рекламират.
След 1576 година село Величково се споменава под името Згарлий. През 1934 година селото е преименувано на Величково, защото от него произхожда бащата на Константин Величков.

## Културни и природни забележителности
- Паметник на Константин Величков
- Паметник на загиналите във войните
- Църква „Св. Пророк Илия“ – построена през 1868 година, осветена през 1896 година.
- Народно читалище „Отец Паисий 1930“
- Православен християнски кръст! Осветен на 20 юли 2018 г. от Негово Високопреосвещенство. † Пловдивски митрополит НИКОЛАЙ

## Редовни събития
- Ежегоден събор на 20 юли, празника на Свети Илия.
- Тържество за Васил Левски 18 февруари.

## Личности
- Атанас Илков (р.1964), български полицай, старши комисар

## Галерия
- „Еко мес“ ЕООД[2]
- Централният площад с камбанарията на Православен храм „Св. Пророк Илия“
- Читалище „Отец Паисий“
- Детска градина и училище
- Военен паметник